# シエラレオネの地理
シエラレオネの地理（シエラレオネのちり）
シエラレオネは、アフリカの西部に位置し、北大西洋に面し、ギニアとリベリアの間に囲まれている。

## 地理的な座標
- フリータウン - 北緯8度30分,西経11度30分に位置する。

## 面積

### 絶対的な面積
- 総面積 71,740 km²

#### 内訳
- 陸地面積 71,620 km²
- 水域 120 km²

### 相対的な面積
北海道より僅かに小さい。

## 陸地と接する国境線
合計:958 km

### 内訳
ギニア共和国とは 652 km、リベリアとは 306 km 接している。

## 海洋関係

### 海岸線
総延長 402 km

### 海に関する権利
領海、200海里

### 大陸棚
200-m depth or to the depth of exploitation

## 気候
熱帯性で高温多湿。5月から12月までの雨期と、12月から翌年4月までの乾季に分かれる。

## 地形
マングローブ林が繁茂する海岸地帯、木の茂った丘、高原地帯、東部には山が広がっている。

### 極地高度
- 最低点 大西洋 0 m
- 最高点 ビントゥマニ山(Bintimani) 1,948 m

### 天然資源
ダイヤモンド、 チタン鉱石、ボーキサイト、鉄鉱石、金、クロム鉄鉱

## 土地利用

### 全体(1998年現在)
- 耕地 6.76%
- 畑 0.78%
- その他 92.46%

#### 耕地の内訳(1993年現在)
- 畑 1%
- 牧草地 31%
- 森林と森林地帯 28%
- その他 33%

#### 灌漑地
290 km² (1993年 - 1998年)

## 自然災害
乾燥、サハラ砂漠から吹くハルマッタンという砂塵が11月から翌年5月まで吹く、砂嵐、ちり嵐。

## 環境問題

### 現在の問題
急激な人口増加が、環境を圧迫している。過剰な森林伐採や放牧が拡大し、焼畑農業が森林破壊と土壌の消耗を生み出している。シエラレオネ内戦による天然資源の消費や、魚の乱獲(en:overfishing)もある。

### 国際的な条約
- 既に参加しているもの
  - 生物の多様性に関する条約(en:Convention on Biological Diversity)
  - 気候変動枠組条約(UNFCCC)
  - 国連砂漠化対処条約(en:United Nations Convention to Combat Desertification)
  - 絶滅危惧種に関するもの<!--ここでは特定できていない-->
  - 海洋法に関する国際連合条約(Law of the Sea)
  - 公海漁業条約(Marine Life Conservation)
  - 包括的核実験禁止条約(CTBT)
  - ラムサール条約(湿原に関する条約)
- 署名したものの、批准せず
  - 環境改変技術敵対的使用禁止条約 (ENMOD)